# Xacobeo-Galicia
Xacobeo–Galicia - profesjonalny team kolarski, mający siedzibę w Hiszpanii. Zespół istnieje od roku 2007 (wówczas pod nazwą Karpin Galicja). Od sierpnia 2008 głównym sponsorem zespołu jest firma Xacobeo, producent obuwia. Największym sukcesem zespołu jest zwycięstwo w klasyfikacji zespołowej w Vuelta a España w 2009 roku - zespół startował z dziką kartą.

## Najlepsze rezultaty
- 1. miejsce w Vuelta a España (2009)
- 1. miejsce na 9. etapie Vuelta a España (2009) - Gustavo César Veloso

## Skład[1]
- Gustavo César
- Gustavo Domínguez
- Héctor Espasandín
- Delio Fernández
- Pedro Fernández Hermida
- Alberto Fernández
- David García
- Marcos García
- David Herrero
- Władimir Isaczew
- Serafín Martinez
- Iban Mayoz
- Ezequiel Mosquera
- Juan Francisco Mourón
- Alejandro Paleo
- Carlos Castaño
- Gonzalo Rabuñal
- Iván Raña
- Eduard Worganow